# B-Real
B-Real (nacido como Louis Freese, 2 de junio de 1970) es un rapero estadounidense de ascendencia mexicana y cubana. Es conocido por ser el líder del grupo de hip hop Cypress Hill, debutando en 1991.

## Biografía
B-Real creció en el South Gate, en el área de Los Ángeles. Antes de dejar la escuela, hizo amistad con los que serían sus futuros compañeros en el grupo Cypress Hill, Sen Dog y Mellow Man Ace (quién renunciaría al grupo y daría comienzo a su carrera en solitario). Sen Dog, que estaba afiliado con los Bloods (concretamente con la "Neighborhood Family"), introduciría a B-Real más tarde en el "juego".
B-Real comenzó a traficar con crack durante su afiliación con los Bloods, y su peligroso modo de vida le trajo problemas tras recibir un disparo en un pulmón en 1988. El disparo y la hospitalización de B-Real hicieron a Sen Dog replantearse sus prioridades, abandonar la vida en pandilla y conseguir un trabajo como guardia de seguridad de un gran almacén.
Tras introducir en el grupo a DJ Muggs, quien se trasladó desde Nueva York a California, B-Real y Sen Dog se interesaron en el concepto de Muggs de crear un álbum basado en experiencias desde Cypress Avenue, en South Gate, lugar donde crecieron. B-Real usaría sus experiencias de vida como material para el primer álbum, que se titulaba igual que el grupo, y para los siguientes.

## Carrera solista
B-Real ha grabado tres mixtapes en solitario, Gunslinger, Gunslinger Vol. II, Gunslinger Vol.III. En 2009 lanzó su primer álbum de estudio en solitario Smoke N Mirror. También ha colaborado en muchas canciones con artistas como Ice Cube, Everlast, Warren G, The Alchemist, Snoop Dogg, Fear Factory, Method Man, D12, Proof, Damian "Jr. Gong" Marley y Dr. Dre. También fue miembro del grupo The Psycho Realm y La Coka Nostra. En 2010 lanzó su nuevo álbum The Harvest, álbum de estudio y recopilación por B-Real. La mayoría de la producción de The Harvest está a cargo de B-Real y su propio equipo de producción Audio Huztlaz. Entre los invitados destacados se incluye una multitud de artistas underground como Adil Omar, Akalmy, Yama, Ozo, Venom, Provokal, His Protege Young De, Sikadime, Young Stitch, Lost Angel Crew, The Grand Architect, Lord of Chaos, Aygee Cannibal y muchos más. Actualmente forma parte del grupo Serial Killers, junto a Xzibit y DEMRICK.
Desde el año 2016 hasta la actualidad, forma parte de la banda Prophets of Rage, con la que ha publicado un álbum, "Prophets of Rage".

## Discografía
Con Sondoobie y Willie Malo
2002 - Serial Rhyme Killers

### En solitario
- 2005 - The Gunslinger Volume I (Mixtape)
- 2006 - The Gunslinger Volume II: Fist Full of Dollars (Mixtape)
- 2007 - The Gunslinger Volume III: For a Few Dollars More (Mixtape)
- 2009 - Smoke N Mirrors
- 2010 - The Harvest (Álbum)
- 2014 - Prohibition (Álbum)
- 2015 - The Prescription (Álbum)

### Con Cypress Hill
- 1991 - Cypress Hill
- 1993 - Black Sunday
- 1995 - Cypress Hill III: Temples of Boom
- 1996 - Unreleased And Revamped
- 1998 - Cypress Hill IV
- 1999 - Los Grandes Éxitos En Español
- 2000 - Skull & Bones
- 2000 - Live At The Fillmore
- 2000 - Live.in.Amsterdam
- 2001 - Stoned Raiders
- 2004 - Stash: This Is The Remix
- 2004 - Till Death Do Us Part
- 2005 - Greatest Hits From the Bong
- 2010 - Rise Up
- 2010 - Dalias Corp ft. Dj Yuyo
- 2018 - Elephants On Acid
- 2021 - Cypress Hill (Expanded Edition)
- 2022 - Back in Black

### Con Busta Rhymes, Method Man, LL Cool J y Coolio
- 1996 - Hit Em High (The Monstars' Anthem)

### Con XZIBIT y Demrick (Serial Killers)
- 2013 - Serial Killers Vol. 1
- 2015 - The Murder Show
- 2015 - Serial Killers Vol. 2 Day Of The Dead
- 2020 - Serial Killers Presents: Summer of Sam

### Con Prophets of Rage
- 2017 - Prophets of Rage